# بيرند جشفايدل
بيرند جشفايدل (بالألمانية: Bernd Gschweidl)‏ (8 سبتمبر 1995 بتشوكيراو في النمسا - ) هو لاعب كرة قدم نمساوي في مركز الهجوم. شارك مع منتخب النمسا تحت 17 سنة لكرة القدم ومنتخب النمسا تحت 18 سنة لكرة القدم ومنتخب النمسا تحت 19 سنة لكرة القدم ومنتخب النمسا تحت 20 سنة لكرة القدم. أما مع النوادي، فقد لعب مع نادي سانت بولتن ونادي غروديغ وSV Horn ‏.

## وصلات خارجية
- بيرند جشفايدل على موقع قاعدة بيانات كرة القدم.إي يو (الإنجليزية)
- بيرند جشفايدل على موقع Soccerway.com (الإنجليزية)
- بيرند جشفايدل على موقع عالم كرة القدم.نت (الإنجليزية)